# 马里奥·阿尔韦托·肯佩斯体育场
马里奥·阿尔韦托·肯佩斯体育场（西班牙語：Estadio Mario Alberto Kempes），前被称作科尔多瓦体育场（西班牙語：Estadio Córdoba），是阿根廷科尔多瓦的一座体育场。它主要用于进行足球比赛和田径比赛。
马里奥·阿尔韦托·肯佩斯体育场建于1976年，是1978年世界杯的6个主办场馆之一，可容纳46,083名观众。
科尔多瓦的大多数足球队都有自己的球场，但是由于体育场的大小和舒适性，因此他们通常更喜欢在该体育场进行比赛，尤其是在进行重要比赛时。通常，体育场用于进行塔勒瑞斯体育俱乐部的比赛，有时也会承办贝尔格拉诺竞技俱乐部和科尔多瓦学院足球俱乐部的比赛。阿根廷國家足球隊的一些比赛也在这里进行。
2010年10月，科尔多瓦体育场改名为马里奥·阿尔韦托·肯佩斯体育场，以纪念科尔多瓦足球员马里奥·肯佩斯，他同时也是1978年國際足協世界盃的最佳射手。

## 1978年世界杯
在1978年國際足協世界盃期间，科尔多瓦体育场举办了2场第2组比赛，3场第4组比赛以及第二轮的另外3场比赛。
| 日期    | 回合 | 组别 | 第一队伍 | 比分 | 第二队伍 |
| ------- | ---- | ---- | -------- | ---- | -------- |
| 6月3日  | 1    | 4    | 秘魯     | 3–1  | 苏格兰   |
| 6月6日  | 1    | 2    | 西德     | 6–0  | 墨西哥   |
| 6月7日  | 1    | 4    | 苏格兰   | 1–1  | 伊朗     |
| 6月10日 | 1    | 2    | 西德     | 0–0  | 突尼西亞 |
| 6月11日 | 1    | 4    | 秘魯     | 4–1  | 伊朗     |
| 6月14日 | 2    | A    | 荷蘭     | 5–1  | 奥地利   |
| 6月18日 | 2    | A    | 西德     | 2–2  | 荷蘭     |
| 6月21日 | 2    | A    | 奥地利   | 3–2  | 西德     |